# Amtsbezirk Kirchdorf
Der Amtsbezirk Kirchdorf war eine Verwaltungseinheit im Traunkreis in Oberösterreich.
Der Amtsbezirk war der Kreisbehörde in Steyr unterstellt und besorgte deren Amtsgeschäfte vor Ort. Die Zuständigkeit erstreckte sich neben Kirchdorf auf die damaligen Gemeinden Inzersdorf, Klaus, Michldorf, Nussbach, Oberschlierbach, Pettenbach, Schlierbach und Steinbach am Ziehberg und umfasste damals einem Markt und 59 Dörfer.